# Сибирский лемминг
Сибирский лемминг (Lemmus sibiricus) — вид рода настоящих леммингов подсемейства полёвковых.

## Внешний вид
Мелкий короткохвостый грызун: длина тела 12,1—18 см, хвоста — 11—17 мм. Весит от 45 до 130 г; самцы на 5—10 % тяжелее самок. Общий тон окраски рыжевато-жёлтый с примесью серого и буроватого тонов. От носа по хребту до хвоста обычно проходит чёрная полоска. Щёки и бока ярко-ржавые; брюхо палево-белёсое, иногда с примесью жёлтого тона. В области глаз и ушных раковин бывают размытые тёмные полосы. Чёрное пятно на огузке характерно для популяций с Новосибирских островов и острова Врангеля. Зимний мех светлее и тусклее летнего, иногда почти белый, со светло-коричневой полоской на спине. Материковые подвиды мельче материковых; уменьшение размеров и постепенное исчезновение полоски на спине наблюдается с запада на восток. Диплоидное число хромосом — 50.

## Распространение
Распространён сибирский лемминг в тундровой зоне Евразии от междуречья Онеги и Северной Двины до низовьев Колымы. Населяет также многие острова Северного Ледовитого океана, прилегающие к побережью: Вайгач, Белый, Новосибирские о-ва, остров Врангеля. Южная граница ареала в основном совпадает с северным рубежом лесотундры. Отдельные изолированные популяции отмечены в редкостойной заболоченной тайге Колымской низменности.

## Образ жизни
Вместе с копытными леммингами и узкочерепной полёвкой относится к самым массовым видам грызунов тундры. Наивысшей численности достигает в равнинной, кочкарной и полигональной тундре с развитым мохово-осоковым покровом. Встречается в долинах рек и озёр, на заболоченных участках, в предгорной и низкогорной осоково-кустарничковой тундре. По болотам проникает в лесную зону (район южнее Архангельска, Северный Урал, Гыданский п-ов, Таймыр). Необходимыми условиями для его обитания является наличие основных кормов, а также удобных мест для обустройства нор (грунтовые и торфяные бугры, сфагновые и моховые подушки). В полигональной тундре (тундре с особым микрорельефом в виде крупных многоугольников, разбитых морозобойными трещинами) населяет трещины торфяного слоя, используя их для передвижения.
Одна из характерных черт образа жизни сибирских леммингов — обитание под снегом большую часть года. Зимой они привязаны к участкам со снежным покровом мощностью в 0,5—1 м: берегам рек, руслам ручьёв, пересыхающим тундровым озёрам, заболоченным низинам и иным понижениям рельефа. Прокладывают подснежные ходы, роют снежные камеры и сооружают внутри шарообразные гнёзда из растительной ветоши. Зимой обитают скучено даже при невысокой общей численности, однако не агрессивны. В период таяния снега талые воды заливают подснежные поселения леммингов, и зверьки перебираются на проталины, а затем и в летние места обитания, где роют на мелких возвышениях рельефа довольно простые норы. Занимают также всевозможные естественные укрытия. Прокладывает поверхностные ходы к кормовым участкам. В бесснежный период у взрослых самок с выводками хорошо выражена территориальность; взрослые самцы и молодняк довольно беспорядочно кочуют по территории, задерживаясь во временных убежищах.

### Питание
В отличие от другого тундрового (копытного) лемминга, сибирский лемминг использует в пищу в основном осоки, пушицы, злаки и зелёные мхи. В летнее время листья составляют 76—90 % его рациона. В зимнее время в нём значительно увеличивается доля зелёных мхов — до 30—50 %, — которые лемминг поедает под снегом. Лемминги, особенно на пике численности, оказывают чрезвычайно сильное воздействие на растительность, уничтожая до 70 % фитомассы. Однако тундровые фитоценозы быстро приходят к исходному состоянию в период очередной вегетации, демонстрируя на следующий год даже увеличение фитомассы за счёт лучших условий отрастания отавы. Активен сибирский лемминг круглосуточно и полифазно; одна фаза занимает 3 часа, 1—2 из которых лемминг кормится.

### Размножение
Период размножения начинается сразу после конца таяния снегов; в благоприятные годы — ещё до схода снегового покрова. Пик размножения приходится на июнь, к августу наблюдается резкий спад. К этому времени перезимовавшая часть популяции почти полностью вымирает. Не размножаются лемминги только во время таяния снегов, в мае-начале июня, и во время формирования снежного покрова, в сентябре-начале октября. Беременность длится 18—21 день, характерен послеродовой эструс. В течение лета бывает 4—5 помётов, в среднем по 5—7 детёнышей в каждом. Половой зрелости молодые лемминги достигают в 5—6 недель.

## Экология
Ряд хищников в тундровых экосистемах специализируется на питании леммингами. В подзоне арктических тундр и на арктических островах это, прежде всего, средний и длиннохвостый поморники (Stercorarius pomarinus и S. longicaudus), белая сова и песец. В материковых тундрах к ним прибавляются короткохвостый поморник (S. parasiticus), бургомистр (Larus hyperboreus), серебристая чайка (L. argentatus), мохноногий канюк (Buteo lagopus), болотная сова (Asio flammeus), а также горностай и ласка. Численность этих хищников находится в прямой зависимости от численности леммингов.
Для сибирского лемминга характерны резкие подъёмы численности (в 500 и более крат) с периодичностью в 3—5 лет. Миграций почти не совершает.

## Природоохранный статус
Сибирский лемминг представляет собой одно из основных звеньев в системе ценотических связей внутри тундровых экосистем Евразии, как основной потребитель фитомассы и кормовой объект многих хищных птиц и зверей. Как и норвежский лемминг, может служить индикатором устойчивости экосистемы и степени её уязвимости от антропогенных нагрузок.